# Вальтенгофен
Вальтенгофен (нім. Waltenhofen) — громада в Німеччині, знаходиться в землі Баварія. Підпорядковується адміністративному округу Швабія. Входить до складу району Оберальгой.
Площа — 59,82 км2. Населення становить 9615 ос. (станом на 31 грудня 2020).